# Dan Dailey
Pour les articles homonymes, voir Dailey.
Dan Dailey est un acteur et réalisateur américain né le 14 décembre 1913 à New York, New York (États-Unis), mort le 16 octobre 1978 à Los Angeles (Californie).

## Biographie
Il est le frère de l'actrice Irene Dailey (1920-2008).

## Filmographie

### comme réalisateur
- 1969 : The Governor & J.J. (en) (série TV)
- 1970 : The Odd Couple (série TV)
- 1972 : The Sandy Duncan Show (série TV)
- 1973 : Koska and His Family (TV)

### comme acteur
- 1940 : Suzanne et ses idées (Susan and God) de George Cukor : Homer, l'agent de publicité (non crédité)
- 1940 : La Tempête qui tue (The Mortal Storm), de Frank Borzage : Holl, chef du parti de la jeunesse
- 1940 : The Captain Is a Lady (en) de Robert B. Sinclair : Perth Nickerson
- 1940 : Dulcy de S. Sylvan Simon : William Ward
- 1940 : Hullabaloo de Edwin L. Marin : Bob Strong
- 1940 : Keeping Company de S. Sylvan Simon : Jim Reynolds
- 1941 : Down in San Diego de Robert B. Sinclair : Al Haines
- 1941 : The Wild Man of Borneo de Robert B. Sinclair : Ed LeMotte
- 1941 : Washington Melodrama de S. Sylvan Simon : Whitney « Whit » King
- 1941 : Ziegfeld girl de Robert Z. Leonard : Jimmy Walters
- 1941 :  The Get-Away d'Edward Buzzell : Sonny Black aka « Dinky »
- 1941 : Divorce en musique (Lady Be Good) de Norman Z. McLeod : Bill « Billy » Pattison
- 1941 : The Wild Man of Borneo de Robert B. Sinclair
- 1941 : Moon Over Her Shoulder : Rex
- 1942 : Mokey : Herbert Delano
- 1942 : Sunday Punch : Olaf « Ole » Jensen
- 1942 : Timber : Kansas
- 1942 : Give Out, Sisters : Bob Edwards
- 1942 : Panama Hattie : Dick Bulliard
- 1947 : Maman était new-look (Mother Wore Tights) : Frank Burt
- 1948 : Choisie entre toutes (You Were Meant for Me) de Lloyd Bacon : Chuck Arnold
- 1948 : Broadway mon amour (Give My Regards to Broadway) de Lloyd Bacon : Bert Norwick
- 1948 : À toi pour la vie (When My Baby Smiles at Me) de Walter Lang : « Skid » Johnson
- 1949 : Le Débrouillard (Chicken Every Sunday) de George Seaton : Jim Hefferan
- 1949 : You're My Everything de Walter Lang :Timothy O'Connor
- 1950 : Planqué malgré lui (When Willie Comes Marching Home) : William « Bill » Kluggs
- 1950 : Le Petit Train du Far West (A Ticket to Tomahawk) : Johnny Behind-the-Deuces
- 1950 : Trois Gosses sur les bras (My Blue Heaven) de Henry Koster
- 1950 : Parade du rythme (I'll Get By) : G.I. qui danse avec June Haver et Gloria De Haven
- 1951 : Aventure à Tokyo (Call Me Mister) de Lloyd Bacon : Sergent. Shep Dooley
- 1951 : Vendeur pour dames (I Can Get It for You Wholesale) de Michael Gordon : Teddy Sherman
- 1952 : The Pride of St. Louis de Harmon Jones: Jerome Herman « Dizzy » Dean
- 1952 : Deux Durs à cuire (What Price Glory) de John Ford : Premier sergent Quirt
- 1953 : Meet Me at the Fair de Douglas Sirk : Dr Tilbee
- 1953 : Taxi de Gregory Ratoff : Ed Nielson
- 1953 : Adorable Voisine de Richard Sale (The Girl Next Door) : Bill Carter
- 1953 : The Kid from Left Field de Harmon Jones : Larry « Pop » Cooper
- 1954 : La Joyeuse parade (There's No Business Like Show Business) de Walter Lang : Terence Donahue
- 1955 : Beau fixe sur New York (It's Always Fair Weather) : Doug Hallerton
- 1956 : Meet Me in Las Vegas de  Roy Rowland : Chuck Rodwell
- 1956 : Les Rois du jazz (The Best Things in Life Are Free) de Michael Curtiz : Ray Henderson
- 1957 : Ma femme a des complexes (Oh, Men! Oh, Women!) de Nunnally Johnson : Arthur Turner
- 1957 : L'aigle vole au soleil (The Wings of Eagles) de John Ford : « Jughead » Carson
- 1957 : Les Naufragés de l'autocar (The Wayward Bus) de Victor Vicas : Ernest Horton
- 1958 : Underwater Warrior (en) d'Andrew Marton : Commodore David Forest
- 1959 : The Four Just Men (série TV) : Tim Collier (1959)
- 1960 : Pepe de George Sidney : Ted Holt
- 1962 : Aventures de jeunesse (Hemingway's Adventures of a Young Man) de Martin Ritt : Billy Campbell
- 1963 : Las Cuatro noches de la luna llena
- 1964 : Low Man on the Totem Pole (TV) : H. Allen Smith
- 1969 : The Governor & J.J. (en) (série TV) : Gouv. William Drinkwater
- 1971 : Mr. and Mrs. Bo Jo Jones (TV) : Mr. Greher
- 1972 : Michael O'Hara the Fourth (TV) : Michael O'Hara III
- 1973 : Faraday and Company (série TV) : Frank Faraday
- 1975 : The Daughters of Joshua Cabe Return (TV) : Joshua Cabe
- 1977 : Testimony of Two Men (feuilleton TV) : Le père McGuire
- 1977 : The Private Files of J. Edgar Hoover de Larry Cohen : Clyde Tolson